# Tilted Towers
Tilted Towers est un lieu fictif du jeu vidéo Fortnite, développé par Epic Games.
Apparue lors de la saison 2 de chapitre 1 du mode de jeu Battle Royale en janvier 2018, Tilted Towers est réputée dans la communauté comme le théâtre de très nombreuses confrontations.

## Description
Située au cœur de la carte, Tilted Towers est une ville moderne avec de grands immeubles et des rues étroites. Cet endroit est le plus riche en loot de toute la carte, ce qui attire les joueurs. Cela attire aussi de nombreux affrontements.

## Histoire

### Introduction et popularité initiale
Lorsque la ville a été ajoutée lors de la mise à jour 2.2.0 en janvier 2018, sa position stratégique et son abondance de loot en ont fait le point de chute populaire auprès des joueurs.

### Modifications et événements
Au fil des saisons, Tilted Towers a été l'épicentre d'événements saisonniers comme lors de la saison 3, la saison 5 et la saison 8. En effet, pendant la saison 8, Tilted Tower a vu ses fondations trembler sous l'effet d'un séisme, avant sa destruction par l'éruption d'un volcan à la fin de la saison.

#### Premier grand changement
Après l'éruption volcanique et avec l'arrivée de la saison 9, Tilted Towers a été reconstruite et rebaptisée Néo-Tilted. Cette transformation futuriste a remplacé les bâtiments détruits par des structures modernes et high-tech. Néo-Tilted a introduit de nouvelles mécaniques de jeu, telles que les Slipstreams, des tunnels d'air qui permettent aux joueurs de se déplacer rapidement dans la zone. Ces innovations ont ravivé l'intérêt pour la localité.

## Développement et réception

### Conception et évolution
La conception initiale de Tilted Towers visait à introduire un environnement urbain dense et compétitif dans Fortnite, inspiré des mégalopoles contemporaines.[réf. nécessaire]

### Répercussions dans la communauté
La ville est appréciée par les joueurs professionnels et amateurs qui s'y retrouvent pour s'affronter et s'équiper. Un joueur ayant réussi a survivre à Tilted Towers a une longueur d'avance sur le reste des joueurs pour gagner une victoire royale.